# Verlossingsstraat
De Verlossingsstraat is een straatnaam en een heuvel in het Brussels Hoofdstedelijk Gewest gelegen in de omgeving van Anderlecht. De helling is grotendeels uitgevoerd in kasseien. 

## Wielrennen
De helling is onder andere opgenomen in de recreatieve wielerroute R.EV 1703 Fietsroute.